# Fanum Cocidi
Fanum Cocidi är en fornlämning i Storbritannien.   Den ligger i grevskapet Cumbria och riksdelen England, i den centrala delen av landet, 400 km norr om huvudstaden London. Fanum Cocidi ligger 152 meter över havet.
Terrängen runt Fanum Cocidi är platt åt sydväst, men åt nordost är den kuperad. Runt Fanum Cocidi är det ganska tätbefolkat, med 96 invånare per kvadratkilometer. Närmaste större samhälle är Brampton, 13,2 km söder om Fanum Cocidi. Trakten runt Fanum Cocidi består i huvudsak av gräsmarker.